# فرایند مانا
یک فرایند مانا (به انگلیسی: stationary process) (یا یک فرایند مانای اکید یا فرایند مانای قوی) در ریاضیات و آمار، یک فرایند تصادفی است که توزیع احتمال توأم غیرشرطی آن، پس از جابجایی در زمان تغییر نمی‌کند. در نتیجه، پارامترهایی مثل میانگین و واریانس برای آن در طول زمان تغییر نمی‌کند. برای ایجاد یک شهود از مانایی، می‌توان یک آونگ (پانودل) بدون اصطکاک را تصور کرد. این آونگ در یک حرکت نوسانی به عقب و جلو نوسان می‌کند، با این حال دامنه و بسامد این حرکت ثابت باقی می‌ماند. اگرچه آونگ حرکت می‌کند، اما فرایند مانا است زیرا «آماره» هایش (یعنی فرکانس و دامنه) ثابت است. با این حال، اگر یک نیرو به آونگ اعمال گردد، فرکانس یا دامنه تغییر می‌کند، که در نتیجه آن به یک فرایند غیرمانا تبدیل می‌گردد.

## تعریف
به بیان ریاضی فرایند {\displaystyle \{X(t)|t\in T\}} ایستاست اگر، و تنها اگر، به ازای {\displaystyle t,s\in T} هر دو {\displaystyle [X(t),X(s)]} و {\displaystyle [X(t+h),X(s+h)]} هم‌توزیع باشند.

## اکیداً ایستا
فرایند {\displaystyle \{X(t)|t\in T\}} ایستای اکید است اگر و تنها اگر به ازای هر n و دنبالهٔ {\displaystyle t_{0}<t_{1}<t_{2}<...<t_{n}\in T} {\displaystyle [X(t_{0}+h),X(t_{1}+h),X(t_{2}+h)...,X(t_{n}+h)]} هم توزیع باشند.

## ایستا در معنای وسیع (ایستای ضعیف)
فرایند {\displaystyle \{X(t)|t\in T\}} ایستا در معنای وسیع (ایستای ضعیف) یا ایستای کواریانس است اگر و تنها اگر دو خصوصیت زیر را دارا باشد:
1. {\displaystyle m(t)=c} تابع میانگین مقدار ثابت باشد.
2. {\displaystyle c(t,s)=c(t-s)} کواریانس {\displaystyle X_{t}} و {\displaystyle X_{s}} تابعی از {\displaystyle t-s} باشد.